# Sångbok
Sångbok är en bok med sångtexter samt ofta noter, och många sångböcker är illustrerade. Äldre svenska handskrivna sångsamlingar från 1500-talet och framåt kallas ofta visböcker.

## Användning
Sångböcker används bland annat i skolorna, i kyrkorna, i folkrörelserna, och i många andra föreningar av olika slag, men finns också att köpa för hemmabruk. 
Inom kristendomen kallar många trossamfund sina sångböcker för psalmbok, medan allmänna sångböcker brukar blanda religiösa melodier och icke-religiösa melodier. Det finns också sångböcker med aktuell populärmusik.

## Exempel
- Den svenska psalmboken
- Den svenska sångboken
- Gröna visboken
- Sjung svenska folk!
- Vispop-serien
- Nu ska vi sjunga